# 라이트웨이브 3D
라이트웨이브 3D(LightWave 3D)는 뉴텍(NewTek)에서 개발한 3D 그래픽 소프트웨어이다. 1990년 아미가 컴퓨터용으로 개발되어, 현재 OS X과 윈도우버전까지 발표되었다.

## 역사
1988년, 앨런 해스팅스는 비디오스케입 3D라는 이름의 렌더링 및 애니메이션 프로그램을 만들었으며 그의 친구 스튜어트(Stuart Ferguson)는 모델러라는 이름의 3차원 모델링 프로그램을 만들었으며, 둘 다 Aegis Software에 의해 판매되었다. 뉴텍은 비디오스케이프와 모델러를 자사의 영상 편집 제품군 비디오 토스터(Video Toaster)에 통합할 예정이었다. 원래 "NewTek 3D Animation System for the Amiga"라는 이름으로 생각했으나 해스팅스는 나중에 2개의 동시대의 하이엔드 3차원 패키지: 인텔리전트 라이트 앤드 웨이브프론트(Intelligent Light and Wavefront)에 착안하여 "라이트웨이브 3D"라는 이름을 떠올렸다.